# Elizabeth Illés
Elizabeth Illés (Szekszárd, 15 de noviembre de 1936), es una astrónoma, profesora e investigadora húngara.
Obtuvo una licenciatura en pedagogía en matemáticas y física en la Universidad de Budapest en 1959. En 1958 se unió a un grupo que comenzó a dedicarse a la cosmonáutica, recibió su doctorado en 2005. Enseñó en la universidad de 1997 a 2005. Recibió premios en 2016 y 2017.
En 2011 el asteroide (191857) Illeserzsebet, descubierto anteriormente por astrónomos húngaros, recibió su nombre en su honor.

## Libros
- 2019, Nanopartículas magnéticas y sus aplicaciones en medicina.

(191857) Illeserzsebet